# Iván Caicedo
Iván Donal Caicedo Quintero (San Lorenzo, Esmeraldas, 16 de enero de 1947-Cuenca, Azuay, 17 de diciembre de 2020) fue un futbolista ecuatoriano.

## Trayectoria
Se inició jugando en Emelec pero no logró consolidarse como titular, lo que hizo que al año siguiente fichara por el Deportivo Cuenca cuando este recién se fundó. En el Expreso Austral si logró consolidarse, además de conseguir las clasificaciones del equipo a la Copa Libertadores en 1975 y 1976.
Se retiró jugando para los camisetas coloradas en 1983.

### Fallecimiento
En noviembre de 2020 Caicedo fue intervenido quirúrgicamente por una pleuresía pulmonar, enfermedad por la cual falleció el 17 de diciembre de 2020 en su domicilio a los 73 años de edad.

## Clubes
| Club             | País    | Año         |
| ---------------- | ------- | ----------- |
| Emelec           | Ecuador | 1970        |
| Deportivo Cuenca | Ecuador | 1971 - 1983 |

### Participaciones internacionales
| Torneo                 | Club             | País    |
| ---------------------- | ---------------- | ------- |
| Copa Libertadores 1975 | Deportivo Cuenca | Ecuador |
| Copa Libertadores 1976 | Deportivo Cuenca | Ecuador |